# Laurentius Paulinus Gothus
Pour les articles homonymes, voir Gothus.
Laurentius Paulinus Gothus est un professeur et évêque suédois né le 10 novembre 1565 à Söderköping et mort le 29 novembre 1646 à Uppsala.

## Biographie
Il est le fils du bourgmestre de Söderköping Påvel Pedersson et le neveu de l'archevêque Laurentius Petri Gothus. Durant ses études à l'université de Rostock, il découvre les théories de Pierre de La Ramée et les adopte. En 1593, il est nommé professeur de logique, de mathématiques et d'astronomie à l'université d'Uppsala. Il y occupe le poste de recteur en 1599, en 1601 et en 1604.
Ordonné prêtre en 1598, Laurentius Paulinus Gothus reçoit sa première charge épiscopale en 1608, lorsqu'il est nommé évêque de Skara. Il est transféré au diocèse de Strängnäs l'année suivante. Malgré l'impopularité du ramisme dans les milieux académiques et ecclésiastique, il accède à la charge d'archevêque d'Uppsala en 1637, au détriment de l'aristotélicien Johannes Rudbeckius, pourtant plus réputé, grâce à l'intercession du chancelier Axel Oxenstierna.